# Туристичка организација Града Сремска Митровица
| Туристичка организација Града Сремска Митровица |                                                 |
|                                                 |                                                 |
| Оснивач:                                        | Град Сремска Митровица                          |
| Основана:                                       | 2008.                                           |
| Седиште:                                        | Светог Димитрија 10, · Сремска Митровица Србија |
| Веб презентација                                | http://tosmomi.rs/                              |
| Контакт:                                        | 022/618-275                                     |

Туристичка организација Града Сремска Митровица основана је 31. октобра 2008. године одлуком Скупштине Града Сремска Митровица са основним циљем промоције туристичких потенцијала и јасним позиционирањем на туристичкој карти Србије.

## Циљеви и активности
Основни циљ Туристичке организације је промоција свих туристичких потенцијала и богатог културно-историјског наслеђа са посебним акцентом на очување локалитета из античког периода. У ту сврху израђује програме развоја туризма и штампа информативно-пропагандни материјал у виду штампаних публикација, аудио и видео промотивног материјала и интернет презентација. У сврху промоције и унапређења туризма активно учествује на сајмовима у земљи и иностранству. Бави се и пословима везаним за прихват туриста, као и пружање свих неопходних информација о туристичкој понуди града. Поред сарадње са туристичким организацијама и агенцијама у земљи и иностранству, посредује у пружању услуга у домаћој радиности и на тај начин директно утиче на побољшање квалитета услуга у туризму.
Континуирано се унапређују и промовишу археолошки локалитети са остацима грађевина древнога Сирмијума, међу којима се издваја Царска палата, објекат јединственог излагања експоната од непроцењивог значаја, сврстава Сремску Митровицу међу најважнија културно-туристичка одредишта на туристичкој мапи света, затим темељи најстарије хришћанске цркве у нашој земљи, прелепо градско језгро старо два века.
Богато културно-историјско наслеђе, природне атрактивности и изузетно повољан географски положај омогућавају развој различитих видова туризма: културни, манифестациони, спортски, излетнички, ловни, сеоски и транзитни туризам, а Туристичка организација има задатак да све ове видове туризма подједнако промовише и развија.

## Манифестације
Туристичка организација самостално или као коорганизатор учествује у организацији више манифестација различитог карактера на територији Града Сремска Митровица.
- Младе жице, Фестивал тамбурашке музике омладинских оркестарал је ревијалног карактера
- Дан магарица, Засавица,
- Сава куп, Међународни турнир у женској спортској гимнастици на коме учествују такмичарке у пионирској, кадетској и сениорској категорији
- Мото сусрет, спортска манифестација којом се промовише развој мотоциклизма
- , музички фестивал
- Машта и снови, Међународни фестивал поезије младих песника
- Понијада, спортска, гастрономска и етнографска манифестација праћену смотром дечјег фолклора, етнографске поставке удружења жена, уз целодневно дружење малишана са пони коњићима
- Фестивал ватромета, Међународни Фестивал ватромета као јединствена манифестација такве врсте у Србији
- Коло Срема, Гргуревци, Традиционална манифестација културно – спортског карактера која већ дужи низ година промовише културне и друге вредности сремског краја
- Пазар домаћег хлеба, пецива и колача, Гргуревци, Манифестација гастрономског карактера
- Бостанијада, Шашинци, привредно-туристичка манифестација
- , фестивал музике и ауторског звука
- Срем фолк фест, међународни фестивал фолклора
- У славу фрушкогорског виногорја- Пробу у част, Манифестација се организује поводом 1780 година од рођења чувеног римског императора Марка Аурелија Проба
- Златни дани вина, Интернационална винска свечаност која се организује у Сирмијуму на дан рођења императора Проба, 19. августа, у комплексу Царске палате
- Шашиначки гвоздењак, гастрономска манифестација
- Сабор војводе Стојана Чупића, манифестација која негује старе обичаје
- Сајам свиња и пољопривреде
- Овчарски дани[3]
- , гастрономска манифестација
- Фестивал беседништва
- Дани мангулице
- Магични трг.